# Fritz Polensky
Carl Wilhelm Fritz Polensky (* 1. Januar 1876 in Driesen, Kreis Friedeberg Nm.; † 7. Dezember 1959 in Köln) war ein deutscher Bauingenieur und Bauunternehmer.

## Leben
Fritz Polensky wurde als Zwillingsbruder von Gustav Polensky jun. (1876–1940) und jüngster Sohn von Gustav Polensky (1846–1908), geboren. Er besuchte die Schule seiner Heimatstadt. Nach einer Ausbildung begann er im Sommersemester 1904 das Studium des Bauingenieurwesens an der TH Darmstadt. In seiner Darmstädter Zeit stand er in freundschaftlichem Kontakt zu Waldemar Petersen. Beide waren Mitglieder der schlagenden Verbindung Corps Rhenania Darmstadt.
Das Studium schloss Fritz Polensky 1907 mit dem Diplom ab.
Nach dem Studium wechselte er nach Berlin und wurde dort Regierungsbauführer des Eisenbahnbaufaches. Seine Staatsprüfung erfolgte 1910 beim Technischen Oberprüfungsamt Berlin. Anschließend war er Regierungsbaumeister bei den Eisenbahndirektionen Stettin und Magdeburg. 1912 trat er in die väterliche Firma Polensky & Zöllner ein und wurde dort, neben seinen Brüdern Otto Polensky (1873–1936) und Gustav Polensky jun. Mitglied der Geschäftsleitung. Er leitete zunächst umfangreiche Eisenbahnbauarbeiten in Oberschlesien. Nach dem Ersten Weltkrieg gründete die Firma regionale Niederlassungen in Berlin, München und Köln-Bayenthal. Polensky zog nach Köln-Bayenthal und leitete fortan die dortige Niederlassung.
1928 erhielt er auf Gesuch der Fakultät für Bauingenieurwesen den Ehrendoktortitel der TH Darmstadt für seine besonderen Verdienste in seinem Fachgebiet. In den 1930er Jahren trat er als Mäzen für den Lehrstuhl für Eisenbahnwesen der TH Darmstadt auf. Er war langjähriges Mitglied in der Vereinigung von Freunden der Technischen Hochschule Darmstadt. Nach dem Zweiten Weltkrieg wurde er in der erstmals von der TU Darmstadt erstellten Liste aller Ehrendoktoren zunächst nicht aufgeführt, vermutlich aufgrund der Verbindung zu Wolfgang Petersen und der Zusammenarbeit der Firma Polensky & Zöllner mit der Organisation Todt während des Zweiten Weltkrieges. Dem Antrag der Firma Polensky & Zöllner anlässlich seines 80sten Geburtstages im Jahre 1955 auf Aufnahme in die Liste wurde seitens der TH Darmstadt 1956 stattgegeben.
Nach dem Tod von Otto Polensky am 27. Mai 1936 und dem überraschenden Tod von Gustav Polensky jun. am 25. April 1940, war Fritz Polensky der letzte verbliebene Sohn des Gründers in der Geschäftsleitung, aus der er zum 31. Dezember 1944 ausschied.
Nach dem Zweiten Weltkrieg und dem Verlust des Stammhauses in Driesen, wurde der Hauptsitz zunächst nach Lahde und schließlich 1953 nach Frankfurt am Main verlegt.
Fritz Polensky starb im Alter von 83 Jahren am 7. Dezember 1959 in Köln.

## Ehrungen
- 1928: Ehrendoktor der TH Darmstadt.